# Arianrhod
Ariarnhod „stříbrné kolo“ je postava z velšské mytologie, mocná, krásná a sobecká královna či šlechtična, která je podle Mabinogi matkou Dylana a Lleu Llaw Gyffese. Je dcerou Dôn, která ji snad zplodila se svým manželem Beli Mawrem, stejně jako její čtyři bratři Gwydion, Gilfaethwy, Gofannon a Amatheon. Ve středověkých pověstech se proměnila v čarodějku, srovnatelnou s artušovskou Morganou le Fay. Je po ní pojmenován útes Caer Arianrhod u města Caernarfon a stejným názvem se v pozdním folklóru také označovalo souhvězdí Severní koruny.
Ariarnhod, stejně jako jiné postavy velšské mytologie, není v původních pramenech označována jako božstvo, a je chápána prostě jako hrdinka několika příběhů. Přesto jí někteří moderní autoři označují za bohyni a taková interpretace nalezla ohlas především v prostředí keltománie a novopohanství.

## Mýtus
Ariarnhod vystupuje především ve čtvrté větvi Mabinogi, která se odehrává v království Gwynnedd na severu Walesu. V té se vypráví o tom, jak král Math musel mít, aby se udržel na trůně, pokud zrovna nebyl ve válce, nohy položeny v klíně panny. Poté co byla Goewin, která původně zastávala tuto úlohu, znásilněna, navrhl na její funkci Gwydion svojí sestru Ariarnhod. Její panenství mělo být dokázáno překročením kouzelnické hůlky, při této zkoušce z ní však vypadlo s hlasitým křikem zlatovlasé dítě a ještě pak „malé cosi“. První ze synů byl pojmenován Dylan „vlna, oceán“ a hned se vydal na moře.
Druhého se ujal Gwydion, nepřiznaný otec obou dětí, a později jej představil jeho matce, která se k němu, připomínce jejího pokusu o podvod, nechtěla hlásit. Přesto však vznesla požadavek, aby neměl jméno, dokud mu sama nějaké nevybere. Chlapec pak byl přestrojen za ševce a před svou matkou se vyznamenal v hodu kamenem, ta ho pak obdivně, nevěda o koho jde, nazvala jménem Lleu Llaw Gyffes, „světlý s pevnou rukou“. Když zjistila o koho se jedná, znovu se rozhněvala a zakázala chlapci mít zbraň, dokud mu nějakou nedá. Toto tabu však bylo zlomeno, když se domnívala, že její palác je v nebezpečí. Na potřetí pak prohlásila, že Lleu se neožení s ženou z žádného národa na zemi. Gwydion a Math tak mladíkovi stvořili z dubu, janovce a tavolníku ženu jménem Blodeuedd, „tvář z květů“.

## Interpretace
Mezi badatele, které označují Ariarnhod za bohyni patří například folkloristka Maria Leach, která ji považuje za duální bohyni s panenskou i plodnostní povahou. Taková interpretace je však častější mimo akademické kruhy. Patricia Monaghan, duchovní spisovatelka zaměřená na keltskou kulturu, uvažuje o možnosti chápat ji jako lunární bohyni, mateřskou bohyni která je zároveň pannou, či jako bohyni úsvitu – matku světla (Lleu) i tmy (Dylan). Také ji přirovnává k další velšské postavě, Branwen, a k bretonské Dahut.Ve Wicce je podobně jako Artemis, Aštarté, Isis nebo Cerridwen typicky zmiňována jako jedna  forem Velké bohyně. U Stewarta a Janet Farrarových je navíc spojována s „karmickými otázkami“ a s „pavoučí bohyní“, jejímiž dalšími aspekty mají být Artemis, Arachné, Ariadné a snad také Aradia. Tito autoři také označují jménem Caer Arianrhod, „Arianrhodin hrad“, zemi mrtvých nacházející se u Polárky. Historik Ronald Hutton se naproti tomu domnívá, že chápání Ariarnhod jako bohyně je dědictvím Gogynfeirdd, skupiny velšských středověkých básníků, stejně jako je tomu u Cerridwen a Gwyna ap Nudda, která nemá oporu ve starší tradici.